# Dongshan
Dongshan (冬山鄉S, Dōngshān XiāngP) è un comune di Taiwan, situato nella provincia di Taiwan e nella contea di Yilan.